# Église Saint-Martin de Sommepy-Tahure
L'église Saint-Martin de Sommepy-Tahure est une église du diocèse de Reims.

## Historique

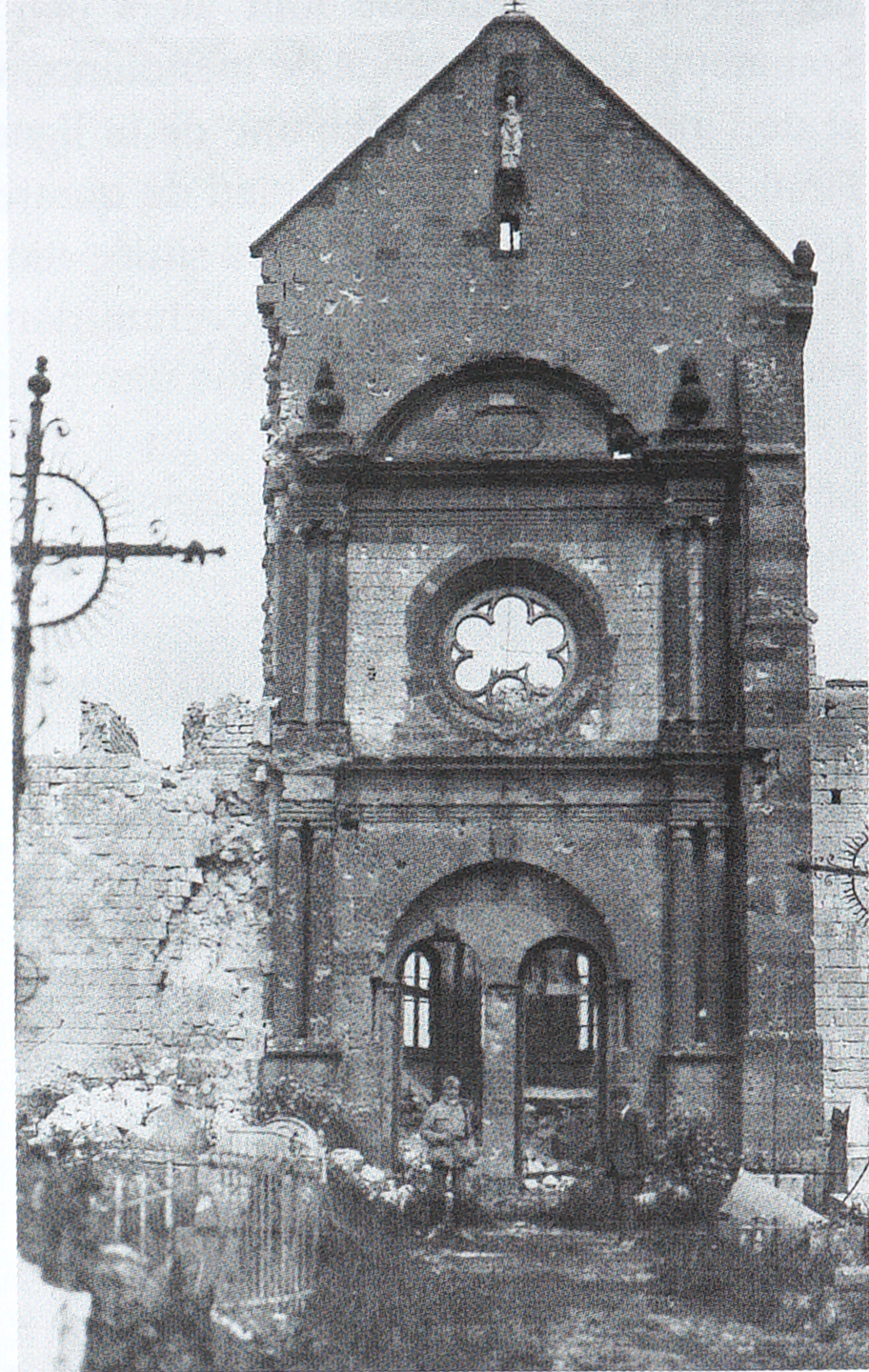
Au sortir de la Première Guerre mondiale, le portail ouest.

Les premières traces remontent à 1084 mais l'édifice actuel fut construit au XVe et possédait alors deux travées de plus ; remaniée au XVIIe, avec un clocher restauré au XIXe. Elle fut incendiée le 2 septembre 1914 et ne restait debout que le portail ouest. Reconstruite entre 1920 et 1931, elle fut inaugurée le 14 février 1931 ; elle avait été classée en 1862.

## Localisation
Elle se situe sur le mont Jolivet et dépendait de l'abbé de Saint-Tierry.

## Images

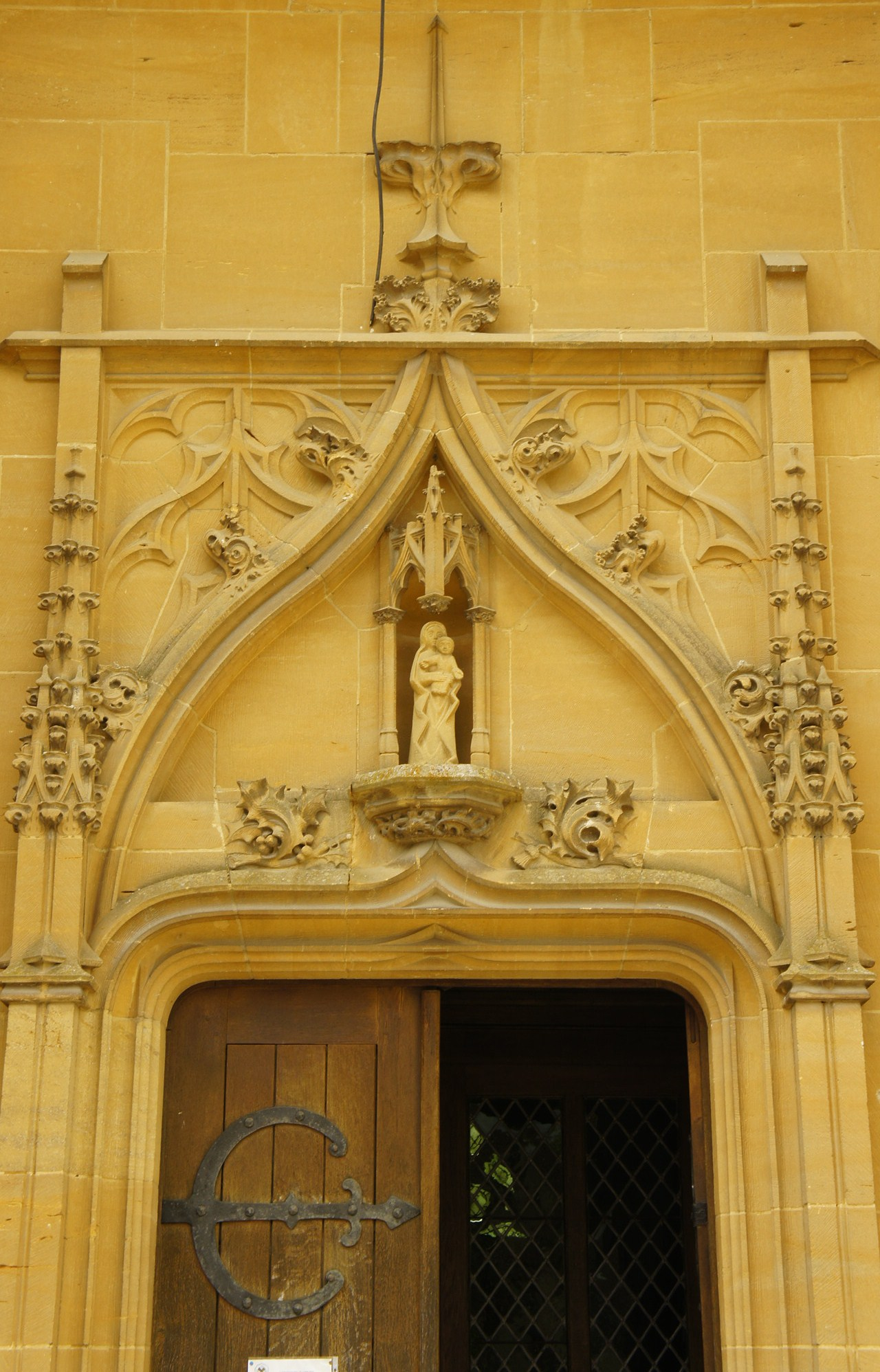
Portail sud de l'église.
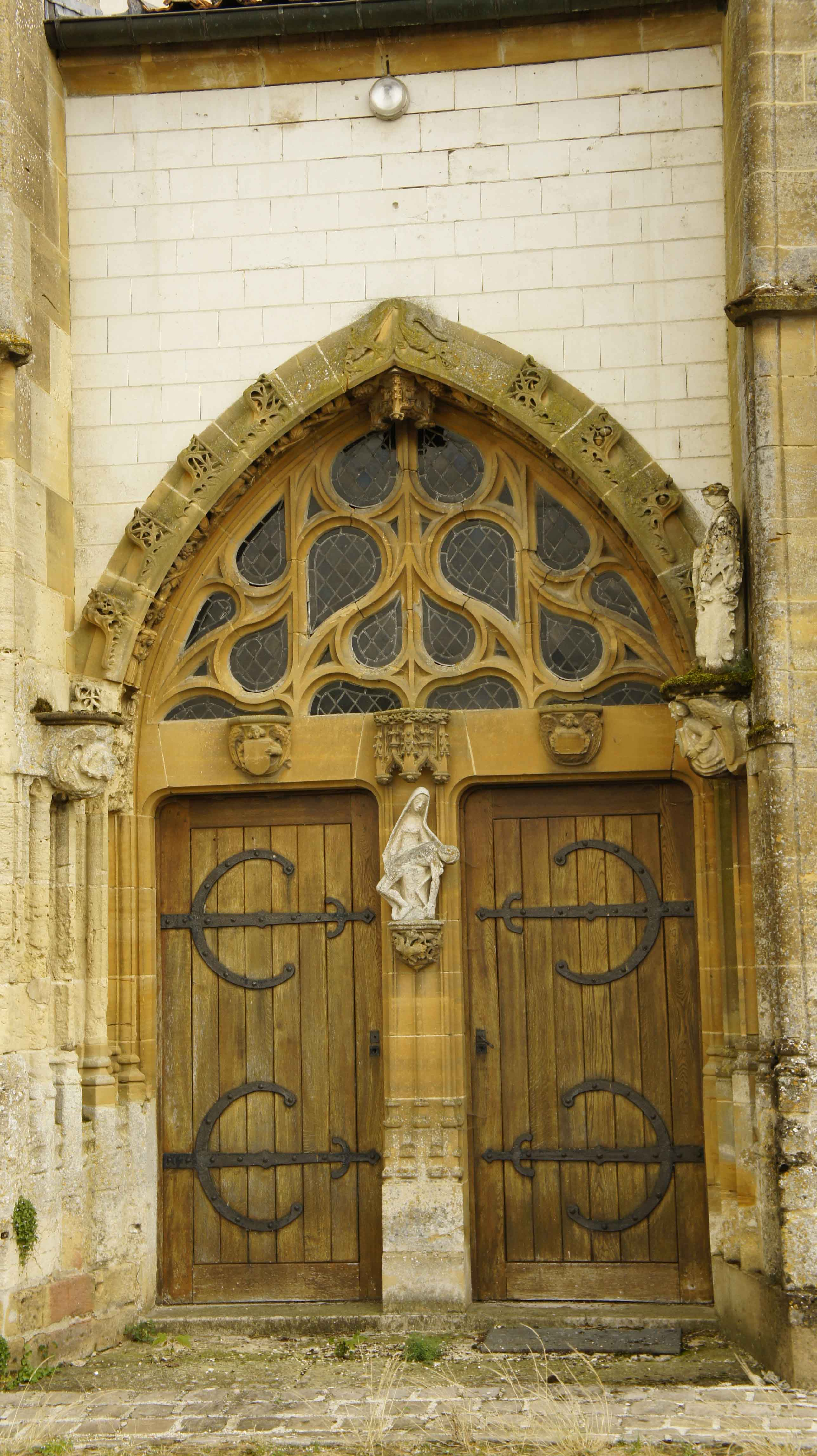
Portail nord de l'église.
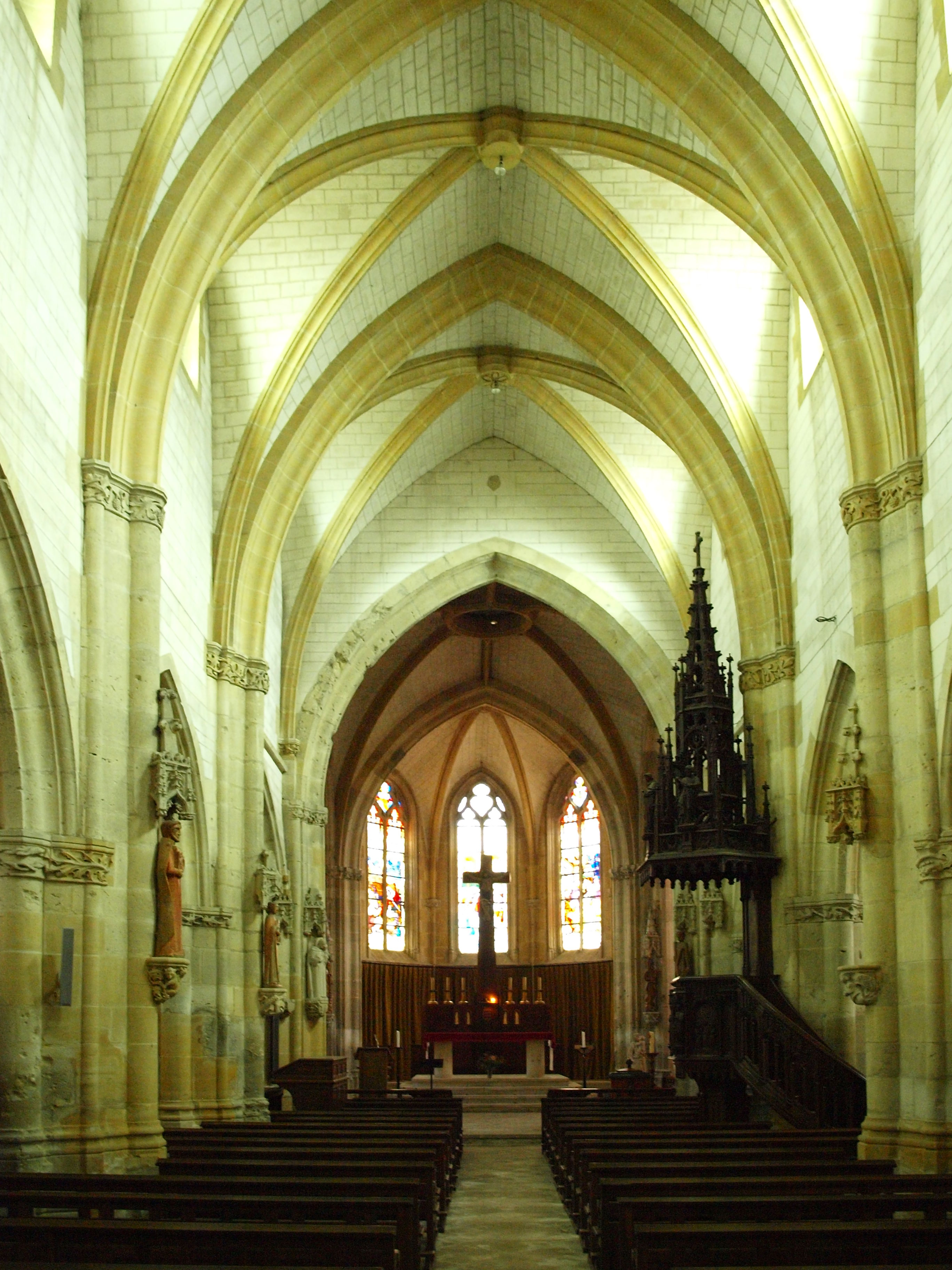
La nef, la chaire.
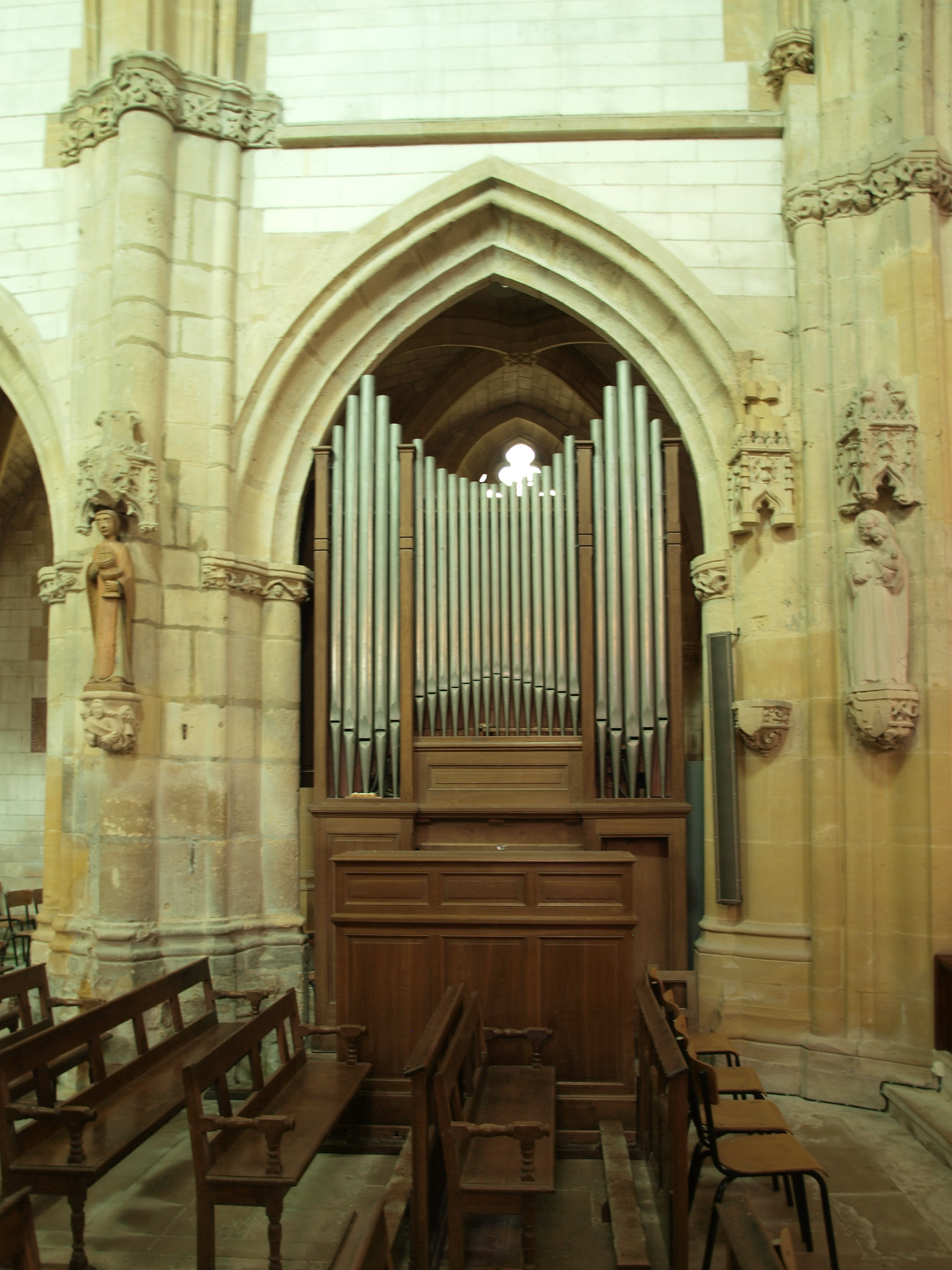
Orgue.
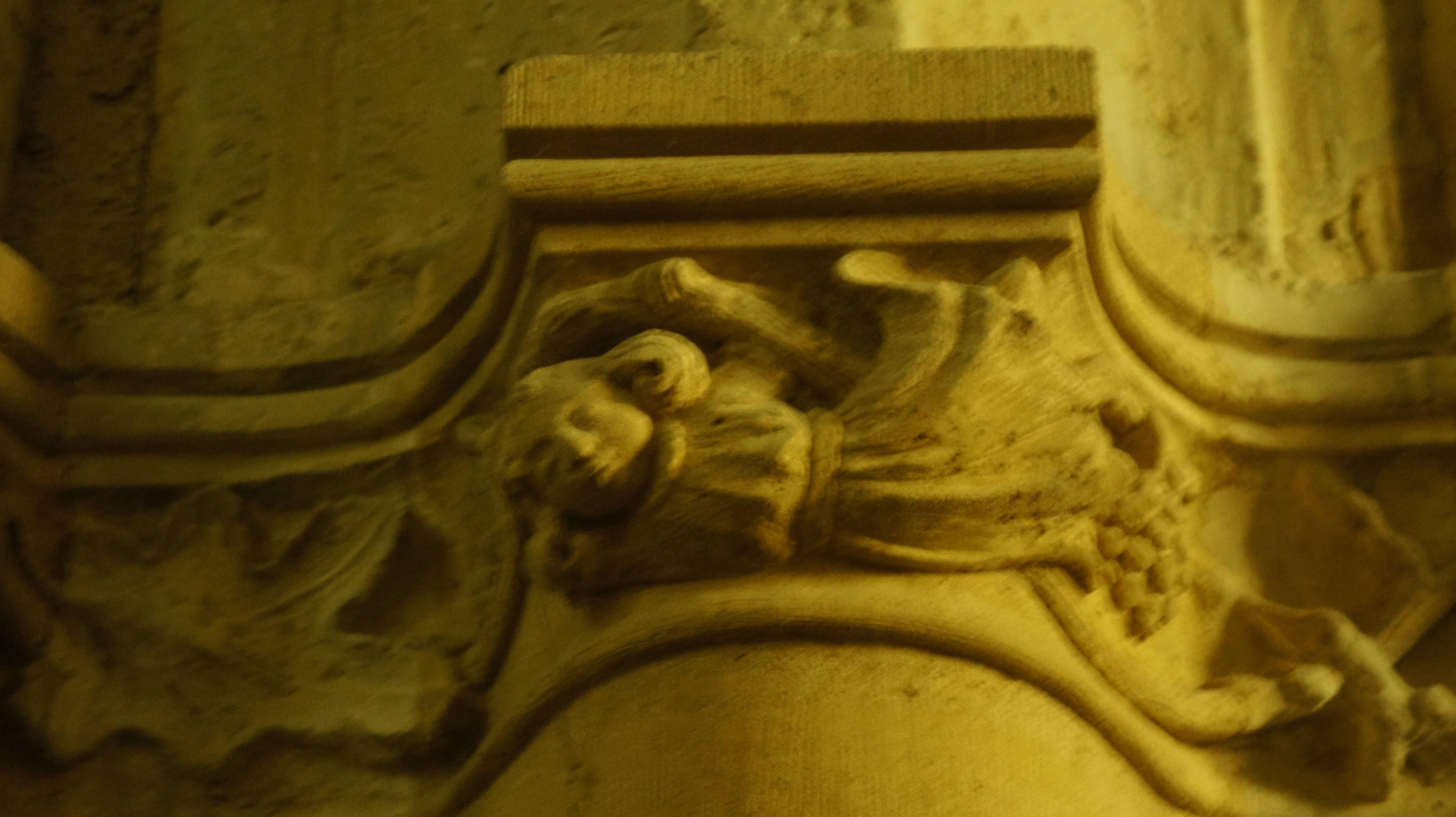
Chapiteau décoré.

## Description

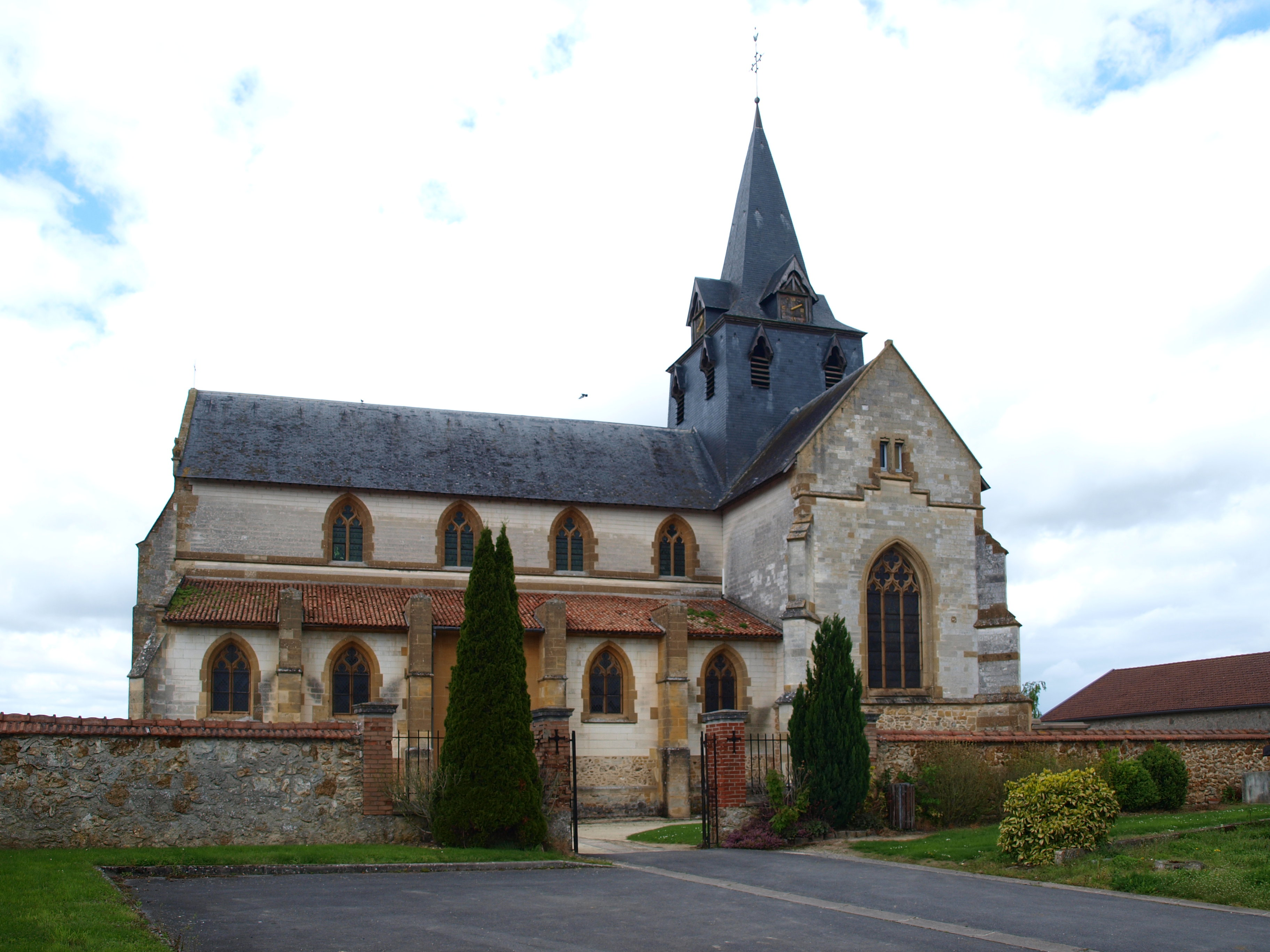
Vu depuis le sud.

Le portail nord, gothique fut restauré en 1970 par Claude Michel et a deux statues anciennes, à gauche la châtelaine et à droite le seigneur portant armure, soubreveste, toque et sur son bouclier sept besans qui sont des vicomtes de Meulun. Le portail sud est dédié à  Marie en style gothique flamboyant.
La chaire est ancienne, elle avait été retirée par les Allemands avant l'incendie de l'église, elle fut retrouvée dans les Ardennes en 1920.